# CCMP
CCMP (англ. Counter Mode with Cipher Block Chaining Message Authentication Code Protocol — протокол блочного шифрування з кодом автентичності повідомлення (MAC) і режим зчеплення блоків і лічильника) — протокол шифрування 802.11 i, створений для заміни TKIP, обов'язкового протоколу шифрування WPA і WEP, як більш надійний варіант. CCMP є обов'язковою частиною стандарту WPA2 і необов'язковою частиною стандарту WPA.
CCMP, будучи частиною стандарту 802.11 i, використовує алгоритм Advanced Encryption Standard (AES). На відміну від TKIP, управління ключами і цілісністю повідомлень здійснюється одним компонентом, побудованим навколо AES з використанням 128-бітного ключа, 128-бітного блоку, у відповідності зі стандартом шифрування FIPS-197.

## Історія
CCMP-протокол був використаний з WPA2, визначеним у стандарті IEEE 802.11 i. IEEE 802.11 i був прийнятий в червні 2004 року, і цю дату можна вважати датою появи протоколу CCMP.

## Огляд архітектури
Алгоритм CCMP заснований на алгоритмі шифрування CCM AES. CCM використовує алгоритм CTR для забезпечення конфіденційності та алгоритм CBC-MAC для аутентифікації і цілісності даних. CCM забезпечує цілісність як області даних пакета MPDU, тобто пакета, що передається по мережі, так і деяких частин заголовка пакета стандарту IEEE 802.11.
Вся обробка AES, використовувана в CCMP, використовує AES з 128-бітовим ключем і 128-бітним блоком.
Режим ССМ є спільним режимом, який може бути використаний з будь-яким блоковим алгоритмом шифрування. Алгоритм CCM містить два параметри (М і L), і CCMP використовує для них такі значення:
- M = 8 (внаслідок того, що поле MIC[1] — 8-октетне[2]);
- L = 2 (говорить про те, що довжина поля становить 2 октету, яких повинно бути достатньо для зберігання всіх можливих довжин пакетів MPDU стандарту IEEE 802.11).

Стандарт алгоритму ССМ вимагає використання нових тимчасових ключів для кожної новостворюваної сесії. Крім того, ССМ вимагає унікального значення Nonce для кожного кадру, захищеного конкретним обраним тимчасовим ключем. CCMP використовує для цього 48-розрядний номер пакета (PN).
Повторне використання PN-номери з тим же тимчасовим ключем обнуляє всі гарантії безпеки.

## Шифрування CCMP

### Структура пакету протоколу IEEE 802.11, що використовує шифрування на основі CCMP
Використання CCMP-обробки розширює оригінальний розмір пакета на 16 октетів, з яких 8 октетів розташовуються в заголовку пакету MPDU і 8 октетів — в MIC-області. Заголовок CCMP складається з наступних частин: PN, ExtIV, і ідентифікатора ключа. PN — 48-розрядний номер пакета, який представляє собою масив з 6 октетів.

структура пакета MPDU, зашифрованого алгоритмом CCMP

### Алгоритм шифрування CCMP

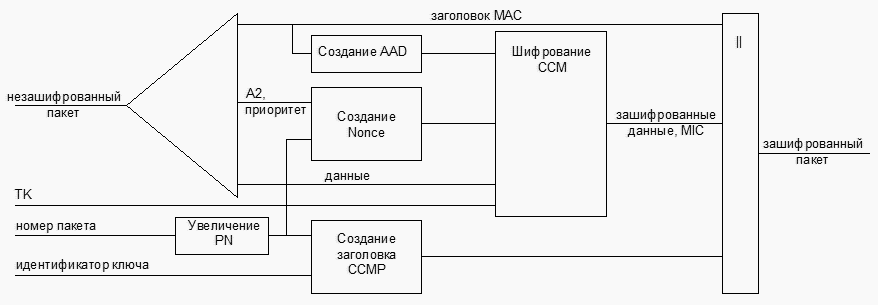
Структурна схема протоколу шифрування CCMP

ССМР перетворює незашифрований текст пакета (plaintext на малюнку) та інкапсулює його в пакет даних, використовуючи наступний алгоритм.
1. Збільшується на деяке позитивне число номер пакета PN для того, щоб отримувати свій номер для кожного пакету даних так, що номер пакета ніколи не повторюється двічі при використанні одного тимчасового ключа. Варто відзначити, що повторні пакети даних не змінюються при їх ретрансляції.
2. Використовуючи поля в заголовку пакета, CCMP створює додаткові аутентификациионные дані (AAD) для ССМ. Алгоритм ССМ забезпечує шифрування для полів, включених в AAD. Поля заголовка пакета, які можуть змінитися при його ретрансляції, не повинні враховуватися при створенні додаткових аутентифікаційних даних і тому вважаються нульовими при створенні AAD.
3. Складається поле " Nonce з номера пакета, адреси A2 і поля пріоритету, яке в існуючій реалізації є зарезервованим, так що його значення має бути встановлено рівним нулю.
4. Новий номер пакета NP і ідентифікатор ключа key ID поміщаються в заголовок пакета CCMP.
5. Додаткові аутентифікаційні дані, поле Nonce, безпосередньо дані пакета з використанням тимчасового ключа TK шифрування алгоритмом CCM. Цей крок називають CCM originator processing.

### Побудова поля додаткових аутентифікаційних даних
AAD будується з заголовка пакета MPDU. AAD не включає в полі заголовка «Термін дії», оскільки дане поле може змінитися при передачі даних по каналах стандарту IEEE 802.11 (наприклад, при зміні швидкості під час ретрансляції пакета). З тих же причин кілька підполів у полі «Frame Control» вважаються рівними нулю. Створення додаткових аутентифікаційних даних здійснюється у відповідності з наступним алгоритмом:
- створюється поле FC — Frame Control, причому біти Підтипів (Subtype bits) вважаються рівними нулю;
- біт повтору (біт 11) вважається рівним нулю;
- PwrMgt-біт (біт 12) вважається рівним нулю;
- MoreData-біт (біт 13) вважається рівним нулю;
- біт захисту (біт 14) завжди дорівнює 1:

- A1 — MPDU Address 1 field,
- A2 — MPDU Address 2 field,
- A3 — MPDU Address 3 field;

- створюється поле SC (поле контрольної послідовності пакету MPDU), причому підполі номера послідовності (біти 4-15) вважається рівним нулю. Підполі номери фрагмента не змінюється;
- A4 — адресне поле пакету, якщо він присутній в MPDU;
- QC — якість обслуговування QoS, якщо присутня. Це поле зарезервовано для майбутнього використання.

Довжина AAD становить 22 октету, у разі, якщо відсутні поля A4 і QC, і 28 октетів, коли пакет містить поле А4.

### Створення CCM nonce
Поле " nonce складається з полів пріоритету, А2 і номера пакета, причому поле пріоритету зарезервовано для подальшого використання і має бути обнулити.

## Схема розшифрування CCMP
Схема алгоритму показано на рисунку.

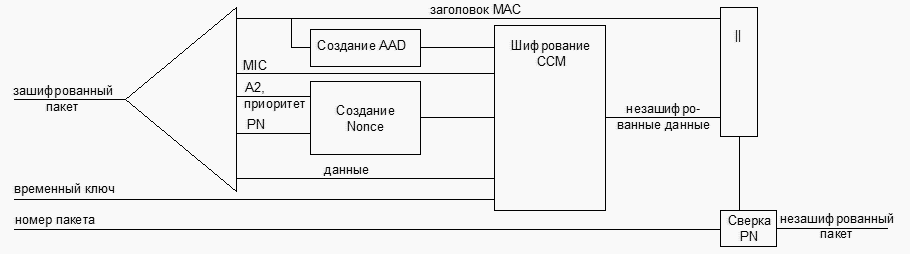
Структурна схема алгоритму розшифрування CCMP

CCMP приймає в якості корисного навантаження зашифрований текст пакета і розшифровує пакет, використовуючи наступну послідовність дій.
1. З використанням даних пакету створюються поля додаткових ідентифікаційних даних AAD і nonce
2. Поле AAD витягується з заголовка пакету зашифрованого
3. Поле створюється з полів A2, порядкового номера пакета PN, а також поля пріоритету
4. Для перевірки цілісності пакету з нього витягується поле MIC
5. Пакет розшифровується і перевіряється його цілісність, для чого використовується безпосередньо текст зашифрованого пакету, значення додаткових ідентифікаційних даних, тимчасовий ключ, поля MIC і nonce
6. Потім пакет знову збирається, вже в розшифрованому вигляді, і передається далі на обробку
7. Процес розшифрування запобігає передачі повторюваних пакетів на бік користувача, порівнюючи порядковий номер пакета PN зі своїм внутрішнім лічильником пакетів.